# Station Krężel
Station Krężel is een spoorwegstation in de Poolse plaats Krężel.